# Sandak
Sandak (ebr. סַנְדָק Sandāq) este cel care ține un prunc pe genunchi în timpul ceremoniei de inițiere în iudaism Brīt Mīlāh (בְּרִית מִילָה Ceremonia circumciziei) în timp ce o altă persoană, mohel (מוֹהֵל), îi face circumcizia.  Brit Milah este semnul legământului evreilor cu Dumnezeu.